# Mills Electric Company
Mills Electric Company war ein US-amerikanischer Hersteller von Automobilen.

## Unternehmensgeschichte
Das Unternehmen hatte seinen Sitz in Lafayette in Indiana. Beteiligt waren Herbert A. Keller, Eldon L. Lewis und Byron J. Mills. Eine andere Quelle nennt zusätzlich C. J. Mertz und gibt an, dass sie die Gründer waren. Sie fertigten 1917 einige Automobile. Der Markenname lautete Mills Electric. Das Unternehmen gab an, 100 Aufträge zu haben, und im ersten Jahr 200 Autos verkaufen zu wollen.
Nach 1917 verliert sich die Spur des Unternehmens.

## Fahrzeuge
Im Angebot standen ausschließlich Elektroautos. Einige waren auffallend klein, sodass sie auf dem Gehweg gefahren werden durften. Besondere Ausführungen für Frauen und Personen mit Körperbehinderung waren zumindest geplant.
Ein Elektromotor mit 3 PS Leistung war vorne im Fahrzeug unter einer Motorhaube montiert. Die Batterien befanden sich unter dem Sitz. Die Fahrzeuge waren offen und hatten ein Verdeck.